# 강현욱
강현욱(姜賢旭, 1938년 3월 27일~)은 농림수산부 장관과 국회의원, 전라북도지사를 지낸 정치인이다. 종교는 천주교, 세례명은 바오로이다.

## 학력
- 1951년 군산중앙국민학교 졸업
- 1954년 군산중학교 졸업
- 1957년 군산고등학교 졸업
- 1961년 서울대학교 사회과학대학 외교학 학사

## 경력
- 경제기획원 차관
- 동력자원부 차관
- 환경부 장관
- 제15·16대 국회의원
- 농림수산부 장관
- 전라북도지사
- 한민족원로회 원로위원

## 역대 선거 결과
|  | 36.89% |

|  | 32.84% |

|  | 53.78% |

|  | 68.66% |

|  | 74.56% |

|  | 40.66% |

## 소속 정당
| 소속 정당 | 소속 정당    | 소속 기간 | 비고                |
| --------- | ------------ | --------- | ------------------- |
|           | 민주정의당   | 1988~1990 | 정계 입문           |
|           | 민주자유당   | 1990~1995 | 합당                |
|           | 신한국당     | 1995~1997 | 당명 변경           |
|           | 한나라당     | 1997~1999 | 합당                |
|           | 무소속       | 1999~2000 | 탈당                |
|           | 새천년민주당 | 2000~2004 | 입당                |
|           | 무소속       | 2004      | 탈당                |
|           | 열린우리당   | 2004~2007 | 입당                |
|           | 무소속       | 2007      | 탈당                |
|           | 한나라당     | 2007~2008 | 복당                |
|           | 무소속       | 2008      | 탈당                |
|           | 한나라당     | 2008~2012 | 복당                |
|           | 새누리당     | 2012~2016 | 당명 변경 정계 은퇴 |
|           | 무소속       | 2016~2017 | 탈당                |
|           | 국민의당     | 2017~2018 | 입당                |
|           | 바른미래당   | 2018~2020 | 합당                |
|           | 무소속       | 2020~현재 | 탈당                |

## 같이 보기
- 군산시 을
- 군산시 (2000년 선거구)
- 군산시의 국회의원
- 대한민국의 산업통상자원부 차관
- 대한민국의 기획재정부 차관
- 대한민국의 농림축산식품부 장관
- 대한민국의 환경부 장관
- 전북특별자치도지사